# Islands nationalmuseum
Islands nationalmuseum är ett museum grundat 1863 i Reykjavík. 
Tanken med museet är att förklara öns historia från de tidiga bosättningarna under Medeltiden till nutiden. På museet finns en permanent utställning som heter Making of nature. Här kan besökare få information om "bebyggelsetiden" under andra hälften av det nionde århundradet och även ta del av ungefär 1000 fotografier från 1900-talet. Utställningen är uppbyggd som en tidsresa där man tar del av bland annat gamla fartyg, rör sig genom historien för att till sist få ta del av bilder av stadens flygplats.
Museet grundades av Jón Árnason år 1863 under namnet den isländska antikvitetssamlingen. Senare utvecklade Sigurdur Gudmundsson idén och anläggningen fick dagens namn år 1911. Museet moderniserades år 2004, bland annat med pekskärmar och andra tekniska detaljer.
Islands nationalmuseum ligger på Suðurgata, mellan stadsdelarna Midborg och Vesturbær.